# Schrift-Feilenfisch

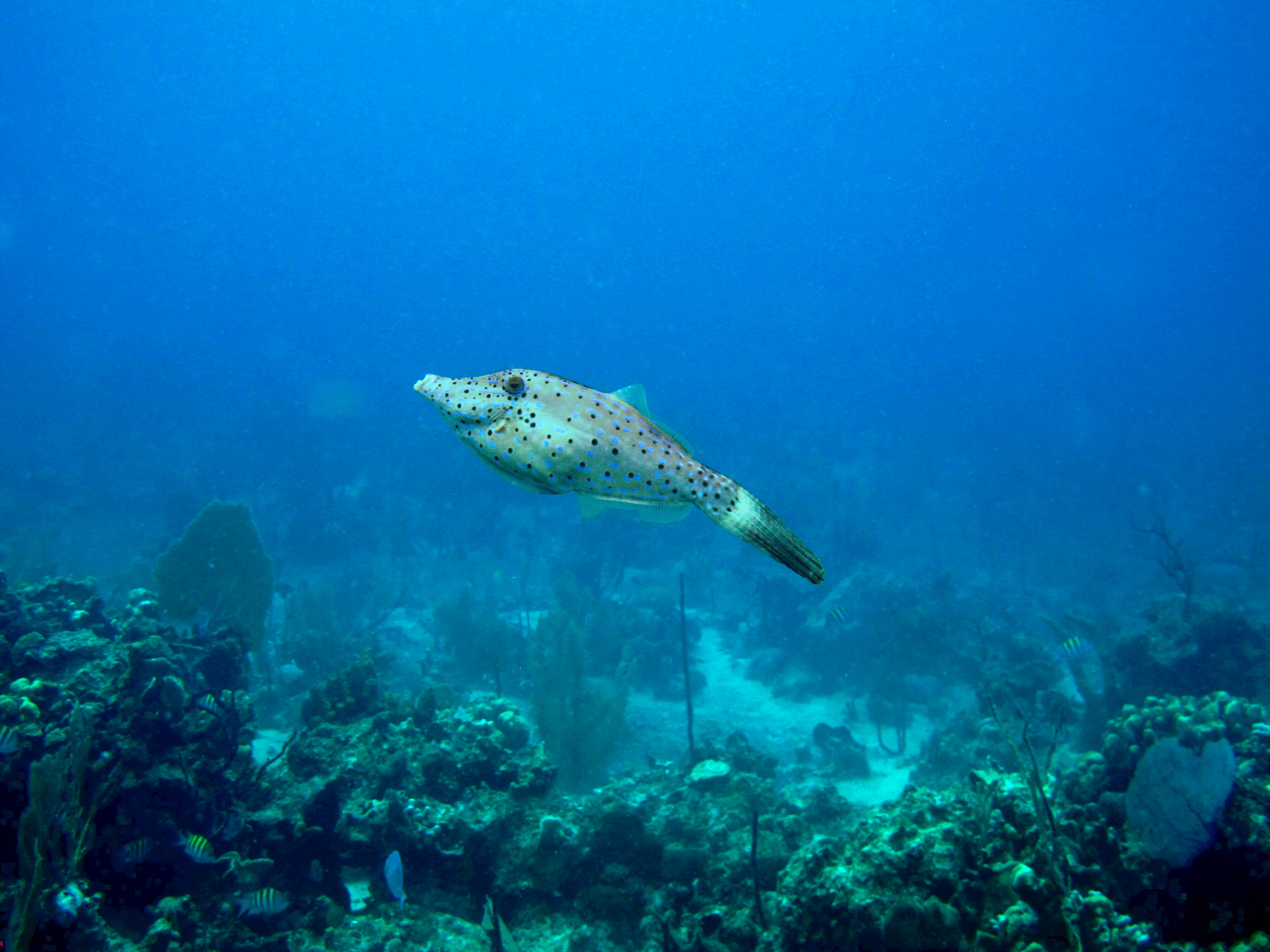
Schrift-Feilenfisch im Karibischen Meer, Dominikanische Republik

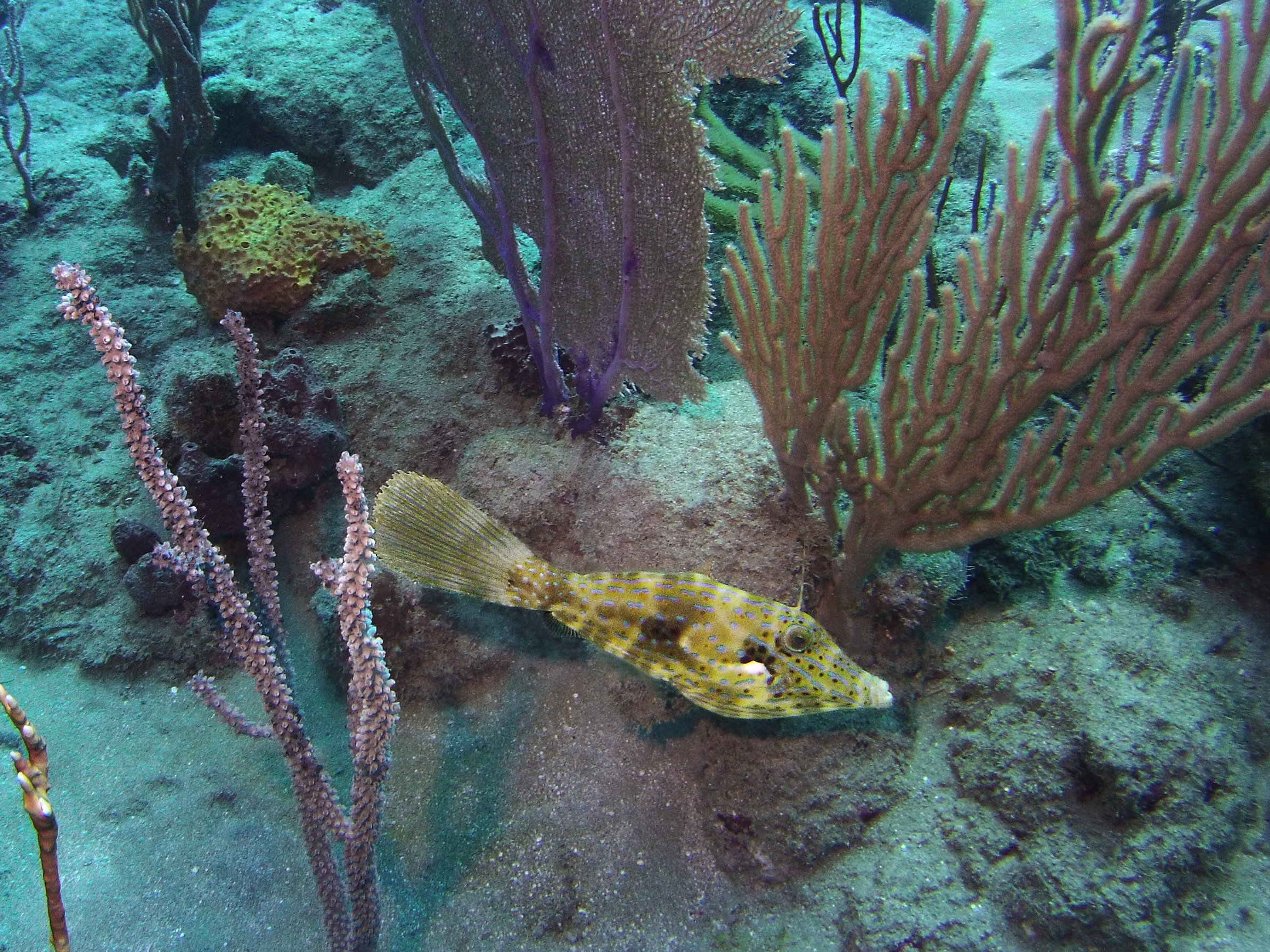
Schrift-Feilenfisch (Aluterus scriptus) in der Sosúa-Bucht in der Dominikanischen Republik

Der Schrift-Feilenfisch (Aluterus scriptus) ist mit einer maximalen Gesamtlänge von 1,10 Metern der größte Feilenfisch. Er lebt weltweit in allen tropischen und subtropischen Meeren, sowohl im Atlantik, als auch im Indopazifik.

## Merkmale
Der Schrift-Feilenfisch ist ein länglicher, seitlich stark abgeflachter Feilenfisch, der gewöhnlich eine Gesamtlänge von 55 cm erreicht. Seine Schnauze ist dorsal und ventral im Profil konkav, das Maul leicht oberständig, der Unterkiefer vorstehend. Die Kiemenspalte verläuft schräg. Die Färbung ist olivbraun bis grau, bei Jungtieren auch gelblich braun, mit unregelmäßigen blauen Flecken und Linien sowie dunklen Flecken. Die Schwanzflosse (Caudale) ist lang und abgerundet. Der erste Stachelstrahl der Rückenflosse ist lang und dünn und befindet sich über der zweiten Hälfte des Auges, der zweite Stachelstrahl ist winzig. Ein Brustflossen Stachelstrahl ist nur rudimentär vorhanden. Der kleine unpaarige, außen liegende, stachelige Fortsatz (pelvic terminus) des Beckengürtels ist unbeweglich und nur rudimentär vorhanden, bei großen Exemplaren fehlt er.
- Flossenformel: D1 II/D2 43–50, A 46–52[1], P 14-16[2]

## Lebensraum und Lebensweise
Der Schrift-Feilenfisch lebt in Lagunen und Außenriffen, gelegentlich hält er sich unter schwimmenden Objekten auf. Jungtiere können lange Zeit mit schwimmenden Seetanginseln im offenen Ozean leben und dabei deutlich an Größe zulegen. Adulte Tiere halten sich eher an tiefen Riff- und Küstenabhängen in Tiefen von etwa 20 m auf. Die Nahrung besteht aus Algen, Seegras, Hydrozoen, Gorgonien, Kolonien bildenden Anemonen und Manteltieren. Außerdem frisst er giftige Schwämme und verschiedene Nesseltiere, Nahrung, die andere Fische meiden. Schrift-Feilenfische leben im Allgemeinen als Einzelgänger.

## Nutzung
In einigen Teilen seines Verbreitungsgebietes wird der Schrift-Feilenfisch befischt, durch seine Nahrung kann er allerdings giftig sein. Selten wird er für die Aquaristik gehandelt.

## Forschungsgeschichte
Die kurze Beschreibung der Art von Pehr Osbeck erschien bereits 1757. In der 10. Ausgabe von Systema Naturae von Linné 1758 fehlte die Art allerdings, nicht jedoch die von Osbeck ebenfalls erwähnte Art Balistes monoceros. Die erste nomenklatorisch akzeptable Beschreibung erschien 1765 in einer deutschen Übersetzung aus dem in Schwedisch verfassten Buch Osbecks von Johann Gottlieb Georgi. Da Georgi allerdings direkt, ohne Änderungen, übersetzte, wird er nicht als Autor der Art angesehen. Der Schrift-Feilenfisch gilt damit als von Pehr Osbeck 1765 unter dem wissenschaftlichen Namen Balistes scriptus erstbeschrieben. Die Beschreibung findet sich in seinem Werk Reise nach Ostindien und China bei der Seitenüberschrift In der Chinesischen See 1751 bei Piedra Blanca oder die weisse Klippe. Unter anderem schrieb er: ... ein Fisch der dem Balistes monoceros an Aussehen und Grösse glich, aber über den ganzen Leib gleichsam als mit blauen orientalischen Buchstaben gezeichnet, ward hier gefangen und in spanischen Brandwein gelegt; aber die vortrefflichen Farben vergingen mit seinem Leben.